# Shrek: Original Motion Picture Score
Shrek: Original Motion Picture Score è la colonna sonora del film del 2001 Shrek. Le musiche sono composte da Harry Gregson-Williams e John Powell, e l'album è il secondo pubblicato legato alla serie di film.

## Tracce
1. Fairytale – 1:27
2. Ogre Hunters/Fairytale Deathcamp – 1:36
3. Donkey Meets Shrek – 2:38
4. Eating Alone – 1:18
5. Uninvited Guests – 2:09
6. March of Farquaad – 0:39
7. The Perfect King – 1:18
8. Welcome to Duloc – 0:34
9. Tournament Speech – 0:51
10. What Kind of Quest – 2:23
11. Dragon!/Fiona Awakens – 2:06
12. One of A Kind Knight – 1:19
13. Saving Donkey's Ass – 0:43
14. Escape from the Dragon – 1:58
15. Helmet Hair – 2:08
16. Delivery Boy Shrek/Making Camp – 0:48
17. Friends Journey to Duloc – 2:42
18. Starry Night – 0:58
19. Singing Princess – 1:36
20. Better Out Than In/Sunflower/I'll Tell Him – 2:11
21. Merry Men – 0:43
22. Fiona Kicks Ass – 0:29
23. Fiona's Secret – 3:02
24. Why Wait To Be Wed/You Thought Wrong – 1:59
25. Ride the Dragon – 1:37
26. I Object – 1:51
27. Transformation/The End – 3:26